# Verticordia capillaris
Verticordia capillaris är en myrtenväxtart som beskrevs av Alexander Segger George. Verticordia capillaris ingår i släktet Verticordia och familjen myrtenväxter. Inga underarter finns listade i Catalogue of Life.